# Salsomaggiore Terme
Salsomaggiore Terme és un municipi situat en el territori de la província de Parma, a Emília-Romanya, (Itàlia). És un important centre termal.
S'hi celebrà el Campionat d'Europa d'hoquei sobre patins masculí de 1996
| Demografia | Demografia                                       | Demografia |
| ---------- | ------------------------------------------------ | ---------- |
|            |                                                  |            |
|            |                                                  |            |
|            | Font: ISTAT - Elaboració gràfica de la Wikipedia |            |